# Angelo Caroli
Angelo Caroli (ur. 7 kwietnia 1937 w L’Aquila, zm. 17 listopada 2020 w Turynie) – włoski piłkarz, grający na pozycji obrońcy.

## Kariera piłkarska

### Kariera klubowa
W 1954 rozpoczął karierę piłkarską w drużynie L’Aquila. W latach 1955–1957 i 1960-1962 bronił barw Juventusu. Również do 1963 występował w klubach Catania, Lucchese, Pordenone i Lecco.
Zmarł w listopadzie 2020 w wieku 83 lat.

## Sukcesy i odznaczenia

### Sukcesy klubowe
Juventus
- mistrz Włoch (1x): 1960/61